# 三门蟹蛛属
三门蟹蛛属（学名：Sanmenia）是蟹蛛科下的一个属。

## 下属物种
本属包括以下物种：
- 郑氏三门蟹蛛 Sanmenia zhengi (Ono & Song,1986) [2]